# Brædstrup
Brædstrup ist eine dänische Stadt mit 4005 Einwohnern (1. Januar 2023) in der Horsens Kommune im Kirchspiel (Sogn) Brædstrup. Die Stadt war von 1966 bis 2006 Verwaltungssitz der gleichnamigen Kommune.

## Geografie und Topografie
Brædstrup ist Dänemarks höchstgelegene Stadt. Sie befindet sich in Jütland rund 20 km nordwestlich von Horsens, 23 km südlich von Silkeborg und 42 km südwestlich des Stadtzentrums der Großstadt Aarhus. Die Ostsee liegt in östlicher Richtung ungefähr 35 km entfernt.
Der Ort liegt in für dänische Verhältnisse sehr hügeligem Terrain. Das Siedlungsgebiet erstreckt sich auf einer Höhe von circa 100–125 m über dem Meeresspiegel. Südlich des Ortes befindet sich eine Erhebung Bavnehøj, welche zu den höchsten Punkten Dänemarks zählt.

## Klovenhøj
Der denkmalgeschützte Grabhügel, der von der Søndergade aus zugänglich ist, hat eine Treppe die zur Spitze führt. Der Klovenhøj ist 4,25 Meter hoch und 25 Meter breit. Die Form des Hügels mit seiner abgeflachten Spitze und Größe deutet darauf, dass er aus der Bronzezeit stammt. In der Umgebung gibt es eine Anzahl von Grabhügeln und deren Überreste. Unweit von Brædstrup, bei Slaggård Banke, liegen neun Grabhügel. Ein gleichnamiger Hügel liegt östlich von Skjern.

## Geschichte
Die älteste heute bekannte Bezeichnung des heutigen Ortes ist Brestrup und stammt aus dem frühen 14. Jahrhundert. Ab dem Jahr 1801 war der Ort administratives Zentrum der damals dünn besiedelten Region und hatte 1850 eine Einwohnerzahl von 450.
Ausschlaggebend für die weitere Entwicklung von Brædstrup war die Anbindung an das Schienennetz. 1899 wurde ein Bahnhof gebaut und mit der Aufnahme der Bahnstrecke Horsens-Bryrup im April desselben Jahres eingeweiht. 1929 wurde die Strecke bis nach Silkeborg verlängert.
Durch Ansiedlung von Gewerbe entstanden Arbeitsplätze und bereits 1893 ein Krankenhaus. Brædstrup hatte 1921 mehr als 1000 Einwohner, diese Zahl stieg auf mehr als 1300 neun Jahre später. 1966 wurde Brædstrup Verwaltungssitz der im Zuge einer Kommunalreform entstandenen Brædstrup Kommune. 1968 wurde die Bahnstrecke stillgelegt.
Die Einwohnerzahl stieg von 2163 im Jahre 1970 auf über 3200 im Jahre 2006 an. Mit der dänischen Kommunalreform 2006/2007 wurde die Brædstrup Kommune in die Horsens Kommune eingegliedert und die Stadt verlor ihren Status als Verwaltungssitz.

## Sehenswürdigkeiten

### Kirche
Ursprünglich um das Jahr 1200 gebaut wurde eine romanische Kirche in dem Dorf Ring, welches sich ungefähr einen Kilometer südsüdwestlich von Brædstrup befindet. Diese Kirche wurde 1870 abgerissen. An gleicher Stelle wurde, teilweise mit den Materialien der alten Kirche, eine neue Kirche errichtet. Diese wiederum wurde 1940 durch die heutige Kirche ersetzt, die sich im Siedlungsgebiet Brædstrups befindet und Brædstrup Kirke heißt.

### Wiedervereinigungsstein
Vor der Apotheke von Brædstrup wurde im Jahre 1921 ein sogenannter „genforeningssten“ (dänisch für Wiedervereinigungsstein) aufgestellt. Er erinnert an die Wiedervereinigung Nordschleswigs mit Dänemark Juni 1920.

## Personen der Stadt
- Henry Petersen (* 1900 in Ring bei Brædstrup; † 1949), dänischer Leistungssportler in den Bereichen Leichtathletik und Turnen
- Per Ludvigsen (* 1957), dänischer Generalleutnant
- Henrik Stubkjær (* 1961), dänischer Bischof
- Jens Henrik Thulesen Dahl (* 1961), dänischer Politiker (DF, DD), Mitglied des Folketing seit 2011[12]
- Kristian Thulesen Dahl (* 1969), dänischer Politiker, Mitglied des Folketing von 1995 bis 2022

## Fotogalerie

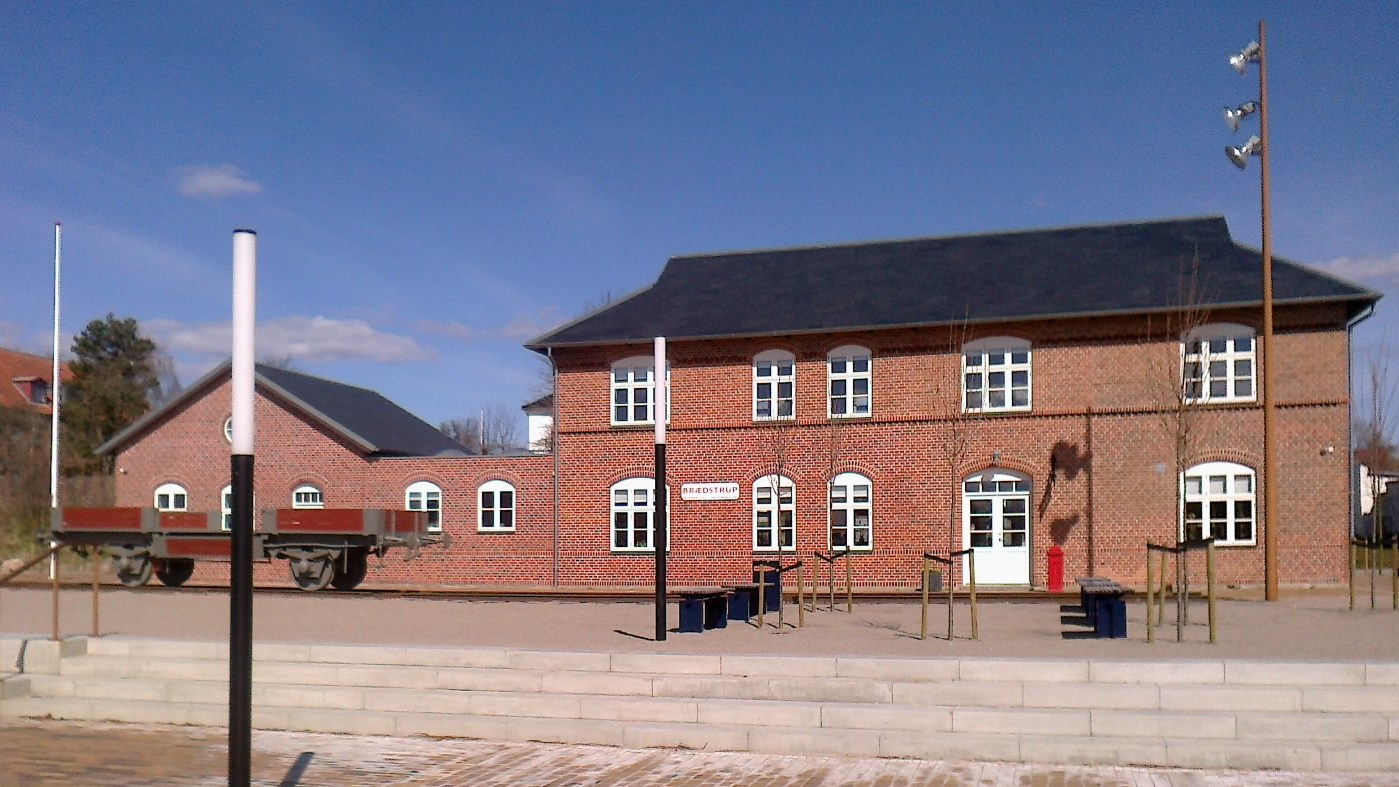
Bahnhof von Brædstrup
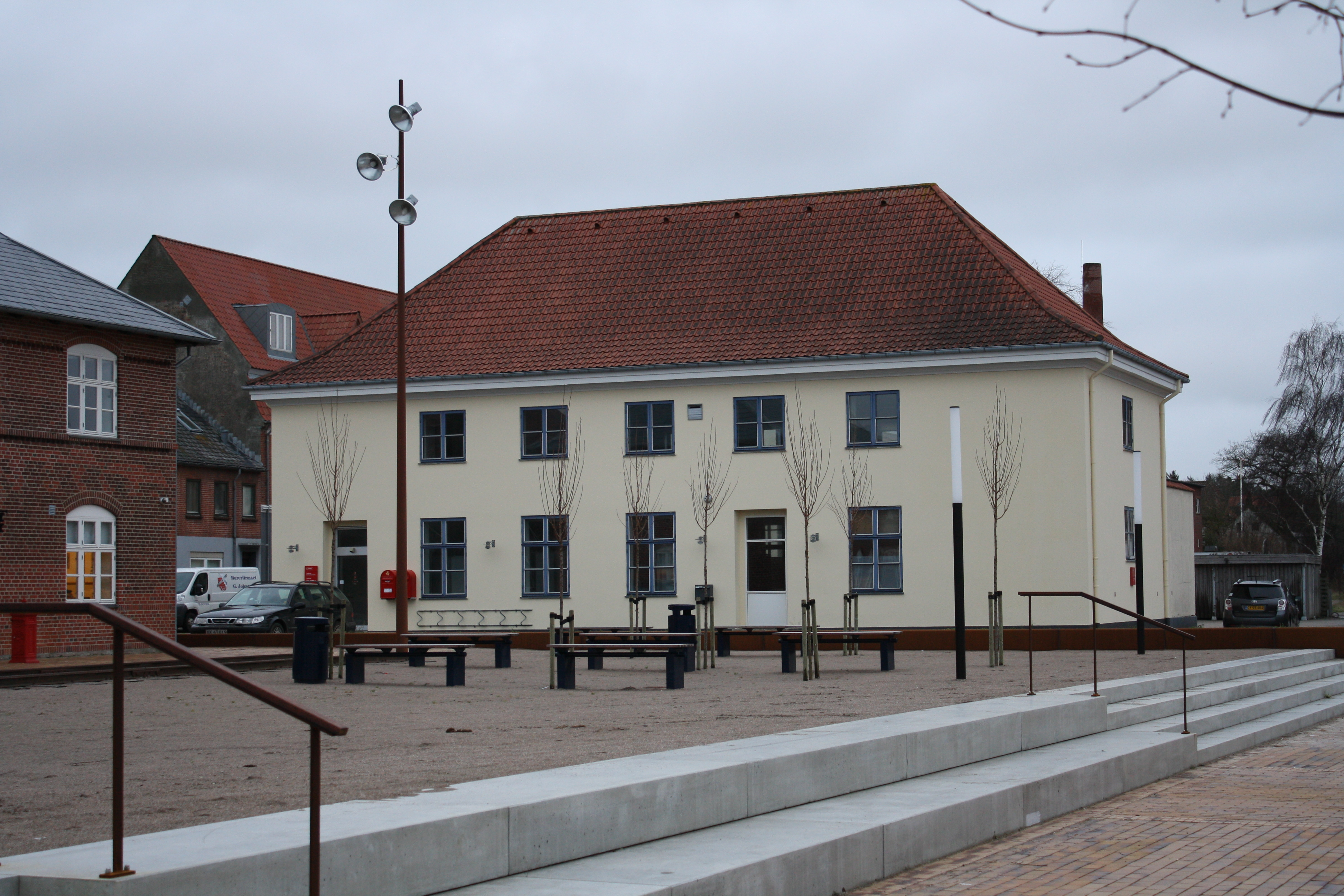
Poststation der Stadt, erbaut 1921
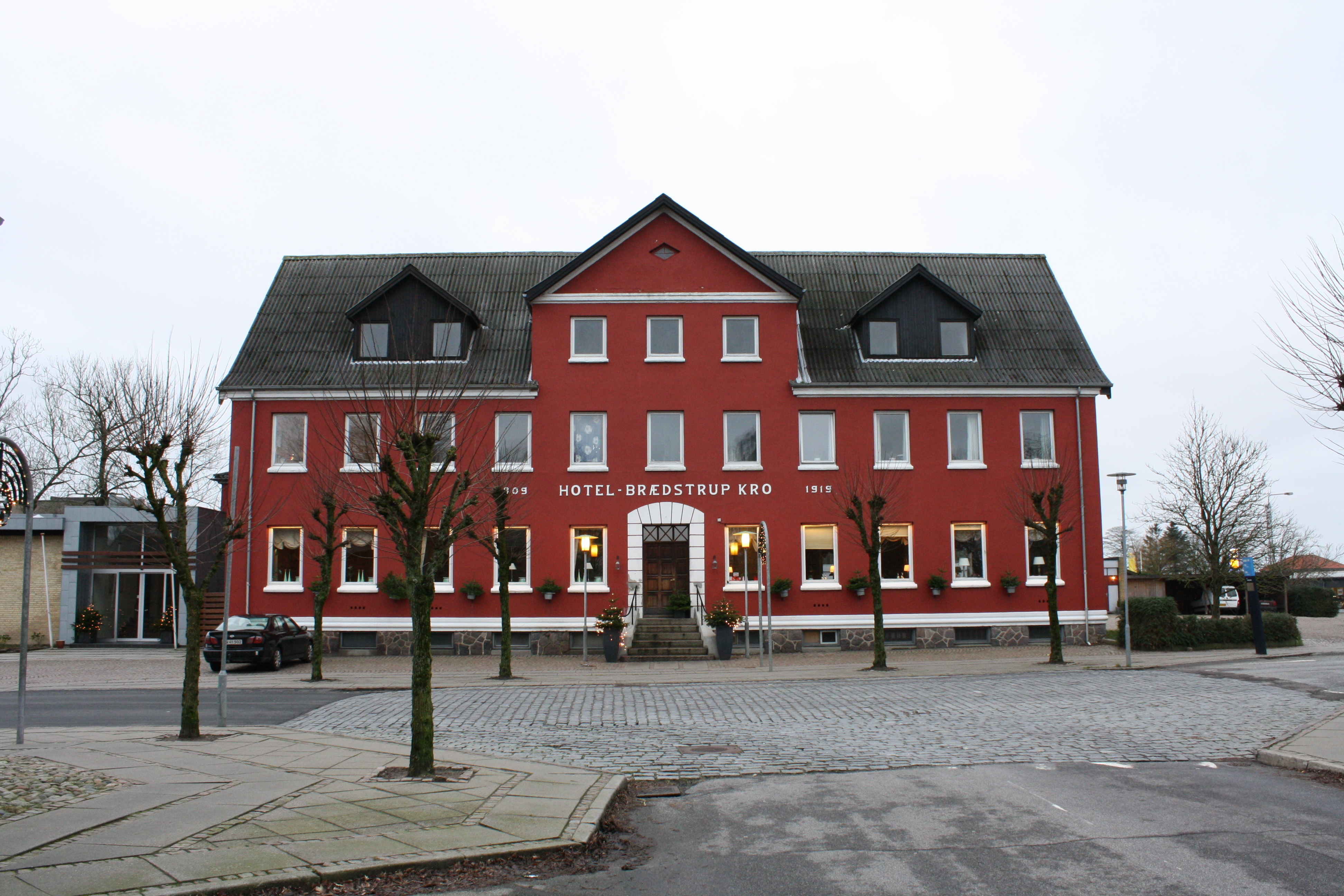
Brædstrup Kro, erbaut 1919
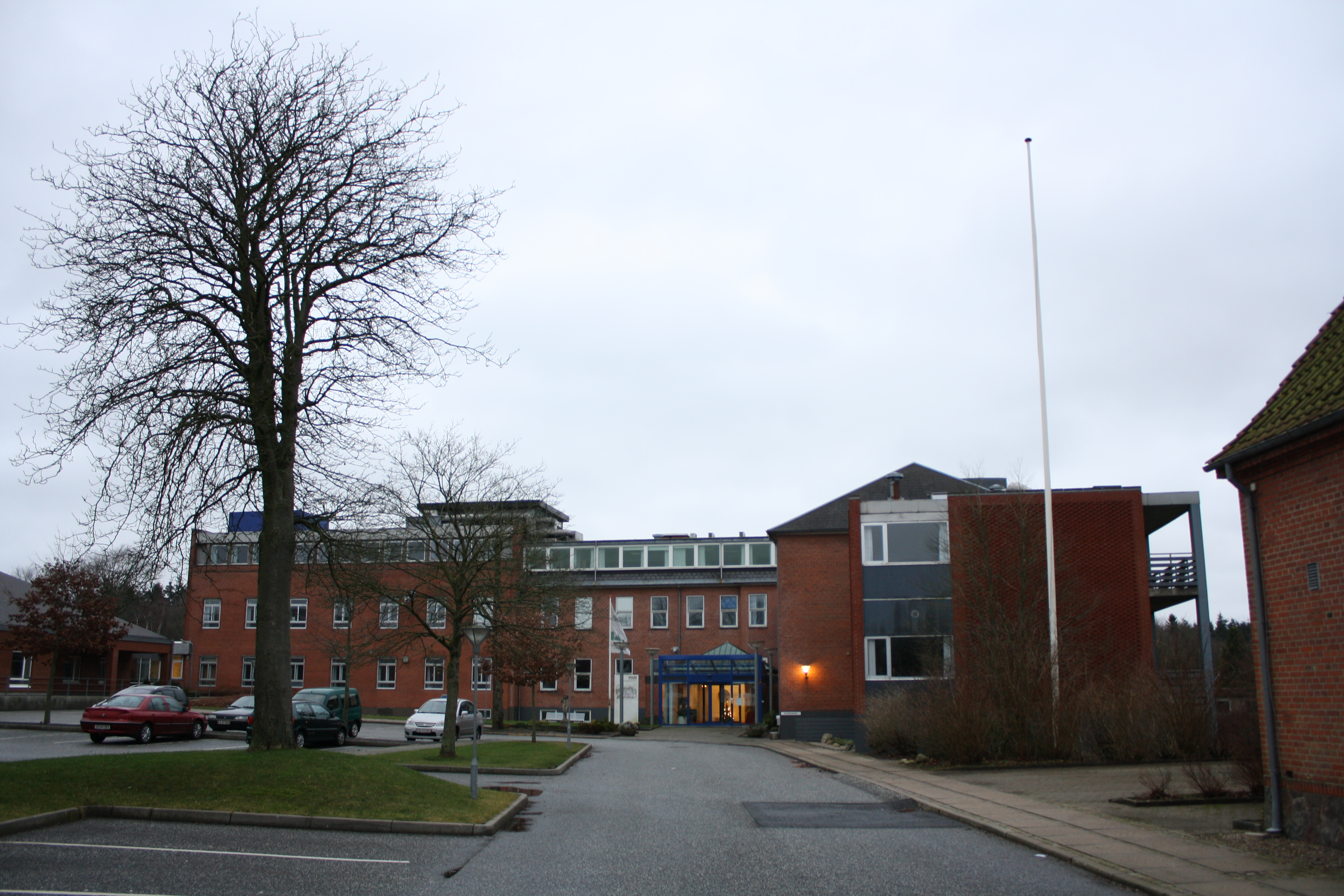
Krankenhaus
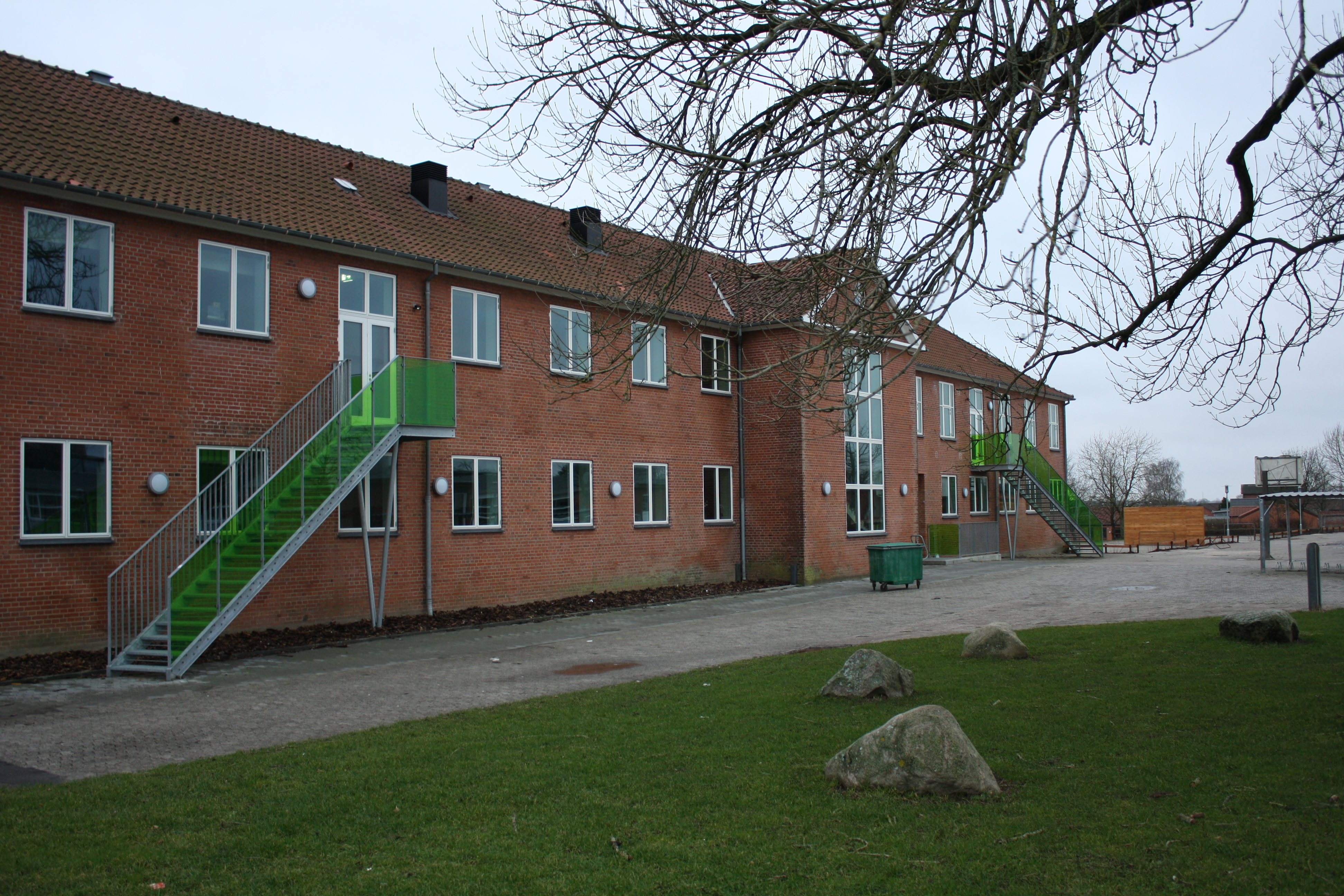
Brædstrup Skole, an der Schüler von der 1. bis zur 9. Klasse unterrichtet werden